# Герцег, Эрика Николаевна
Э́рика Никола́евна Ге́рцег (укр. Еріка Миколаївна Герцег; род. 5 июля 1988, с. Малая Добронь, Украинская ССР, СССР) — украинская певица, модель, победительница шоу «Хочу V ВИА Гру», бывшая солистка поп-группы «ВИА Гра».

## Биография
Родилась в селе Малая Добронь Закарпатской области. Отец по национальности венгр, мать — наполовину венгерка.
С 1 по 5 класс посещала школу в венгерском городе Захонь (в 12 км от села Малая Добронь). Когда правила пересечения границы стали более строгими, перешла в школу в своём селе. С 9 до 12 класса училась в церковном реформатском лицее в соседнем селе Великая Добронь, где пела на венгерском языке в церковном хоре и стала лауреатом нескольких областных соревнований.
В 2006 году поступила в Закарпатский венгерский институт имени Ференца Ракоци II (город Берегово) на факультет экономики и менеджмента. Во время учёбы работала официанткой и оператором в колл-центре. В 2009 году получила диплом бакалавра.
В возрасте 17 лет весила около 80 кг. В 2008 году за 8 месяцев похудела на 30 кг. После похудения сделала себе операцию по увеличению груди. По данным на 2013 год, при росте 175 см её вес составлял 48 кг, а параметры фигуры — 87-60-90.

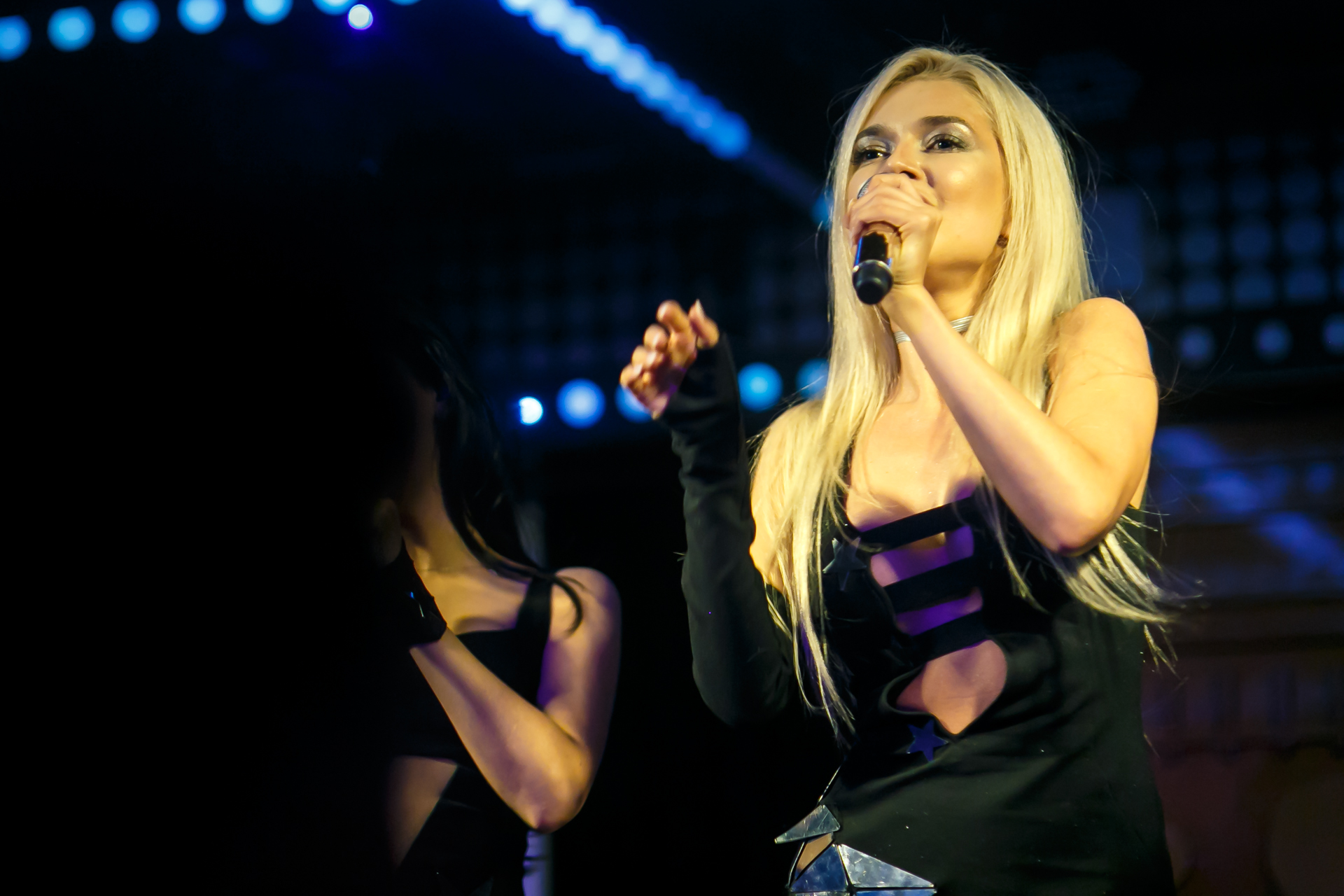
Эрика Герцег в составе группы «ВИА Гра» в 2016 году

После начала работать в модельном бизнесе. В апреле 2011 года переехала в Киев. В 2012 году получила свой первый хорошо оплачиваемый контракт по рекламе французского нижнего белья. В том же году снялась обнажённой для ноябрьского номера журнала «Playboy».
В 2013 году приняла участие в шоу «Хочу V ВИА Гру». На этом шоу Эрика Герцег, Миша Романова и Анастасия Кожевникова составили коллектив под руководством наставницы Надежды Мейхер. В финале шоу они заняли первое место и стали новым составом группы «ВИА Гра».
Является активным пользователем Instagram. Публикует там свои фотографии, зачастую достаточно откровенные.
14 мая 2020 года Эрика Герцег объявила в Instagram, что уходит из группы в декабре и начинает сольную карьеру. Константин Меладзе поддержал решение Герцег и объявил кастинг на новую участницу в группу. В сентябре Эрика окончательно покинула коллектив.
В сентябре Герцег переехала в Алма-Ату. 29 октября вышло первое сольное интервью с Эрикой, в котором были представлены отрывки будущих синглов. 30 октября вышел сниппет на сингл «Имитация», а 1 ноября состоялась премьера трека. 10 ноября состоялась премьера сниппета на песню «Только для тебя».
В мае 2022 года Герцег стала судьёй в венгерской версии музыкального конкурса «X-Фактор».
В конце 2024 года на RTL вышел 4-й сезон шоу «Álarcos Énekes» (венгерская версия шоу Masked Singer), в 6-й серии которого был разоблачён исполнитель Fekete Párduc (Чёрная пантера), коим оказалась Эрика Герцег.

## Дискография

### Альбомы в составе группы «ВИА Гра»
- 2014 — Перемирие (Pankratov Remix)
- 2014 — MP3 play. Музыкальная коллекция
- 2015 — Всё лучшее в одном

### Синглы в составе группы «ВИА Гра»
- 2013 — Перемирие
- 2014 — У меня появился другой (совместно с Вахтангом)
- 2014 — Кислород (совместно с Мотом)
- 2015 — Это было прекрасно
- 2015 — Так сильно
- 2016 — Кто ты мне?
- 2017 — Моё сердце занято
- 2018 — Я полюбила монстра
- 2019 — ЛюбоЛь
- 2019 — 1+1

### Сольные синглы
- 2020 — Имитация
- 2020 — Только для тебя
- 2021 — Отпусти
- 2024 — Exit

## Видео

### Клипы в составе группы «ВИА Гра»
| Год             | Клип                                           | Режиссёр          |
| --------------- | ---------------------------------------------- | ----------------- |
| 2013            | Перемирие                                      | Алан Бадоев       |
| 2014            | У меня появился другой (совместно с Вахтангом) | Сергей Солодкий   |
| 2014            | Кислород (совместно с Мотом)                   | Алексей Куприянов |
| 2015            | Это было прекрасно                             | Сергей Солодкий   |
| 2015            | Так сильно                                     | Сергей Солодкий   |
| 2016            | Кто ты мне?                                    | Сергей Ткаченко   |
| 2017            | Моё сердце занято                              | Сергей Ткаченко   |
| 2018            | Я полюбила монстра                             | Хиндрек Маасик    |
| 2019            | ЛюбоЛь                                         | Заур Засеев       |
| 2019            | 1+1                                            | Сергей Солодкий   |
| Сольная карьера |                                                |                   |
| 2020            | «Только для тебя» (Mood Video)                 | нет информации    |
| 2021            | «Отпусти» (Mood Video)                         | Вадим Апостолов   |
| 2024            | «Exit»                                         | Roland Mák        |

### Сниппеты
- 30 октября 2020 — «Имитация»
- 10 ноября 2020 — «Только для тебя»